# Marco Ruas
Marco Antônio de Lima Ruas (Rio de Janeiro, 23 gennaio 1961) è un ex lottatore di arti marziali miste ed istruttore di arti marziali e vale tudo.
Deve principalmente la propria fama alla codifica del sistema di combattimento Ruas Vale Tudo, una forma di combattimento ibrido d'origine brasiliana, in cui si mischiano tecniche di sottomissione e di striking.
È stato coach di atleti del rango di Pedro Rizzo e Renato Sobral.
Da più parti viene riconosciuto come uno dei pionieri delle arti marziali miste, poiché nel suo sistema di combattimento il lottatore deve essere in grado di colpire, proiettare l'avversario e finirlo con una sottomissione.
La sua carriera da lottatore ha avuto tuttavia una breve durata, a causa dell'età e della frequenza di infortuni (sofferti soprattutto alle ginocchia). La cultura marziale ed acrobatica di Marco Ruas si compone anche grazie agli allenamenti di capoeira presso il Club Santa Luzia di Rio de Janeiro.
Ruas ha combattuto nei primi tornei UFC, vincendo la settima edizione della manifestazione contro Paul Varelans in un match classico.
Marco è sposato e ha tre figlie.
Soprannominato "Il Re delle strade" (Ruas, in portoghese significa appunto "strade") vive a Laguna Niguel in California, dove ha allenato i Southern California Condors nella International Fighting League, prima che questa organizzazione chiudesse i battenti.

## Risultati nelle arti marziali miste
| Risultato | Record | Avversario       | Metodo                           | Evento                          | Data             | Round | Tempo | Città                     | Note                                            |
| --------- | ------ | ---------------- | -------------------------------- | ------------------------------- | ---------------- | ----- | ----- | ------------------------- | ----------------------------------------------- |
| Sconfitta | 9-4–2  | Maurice Smith    | KO Tecnico (stop medico)         | IFL: Chicago                    | 19 maggio 2007   | 4     | 3:43  | Chicago, Stati Uniti      |                                                 |
| Vittoria  | 9–3-2  | Jason Lambert    | Sottomissione (heel hook)        | Ultimate Pankration 1           | 11 novembre 2001 | 1     | 0:56  | Cabazon, Stati Uniti      |                                                 |
| Sconfitta | 8-3–2  | Maurice Smith    | KO Tecnico (stop medico)         | UFC 21: Return of the Champions | 16 luglio 1999   | 1     | 5:00  | Cedar Rapids, Stati Uniti |                                                 |
| Sconfitta | 8-2–2  | Alexander Otsuka | KO Tecnico (stop medico)         | Pride 4                         | 11 ottobre 1998  | 2     | 10:00 | Tokyo, Giappone           |                                                 |
| Vittoria  | 8–1-2  | Gary Goodridge   | Sottomissione (heel hook)        | Pride 2                         | 15 marzo 1998    | 1     | 9:09  | Yokohama, Giappone        | Debutto in Pride                                |
| Vittoria  | 7–1-2  | Patrick Smith    | Sottomissione (heel hook)        | World Vale Tudo Championship 4  | 16 marzo 1997    | 1     | 0:39  | Brasile                   |                                                 |
| Parità    | 6–1-2  | Oleg Taktarov    | Parità                           | World Vale Tudo Championship 2  | 10 novembre 1996 | 1     | 31:12 | Brasile                   |                                                 |
| Vittoria  | 6–1-1  | Steve Jennum     | Sottomissione (pugni)            | World Vale Tudo Championship 1  | 14 agosto 1996   | 1     | 1:44  | Tokyo, Giappone           |                                                 |
| Sconfitta | 5-1–1  | Oleg Taktarov    | Decisione                        | Ultimate Ultimate 1995          | 16 dicembre 1995 | 1     | 18:00 | Denver, Stati Uniti       | Torneo Ultimate Ultimate 1995, Semifinale       |
| Vittoria  | 5–0-1  | Keith Hackney    | Sottomissione (rear naked choke) | Ultimate Ultimate 1995          | 16 dicembre 1995 | 1     | 2:39  | Denver, Stati Uniti       | Torneo Ultimate Ultimate 1995, Quarti di finale |
| Vittoria  | 4–0-1  | Paul Varelans    | KO Tecnico (colpi)               | UFC 7: The Brawl in Buffalo     | 8 settembre 1995 | 1     | 13:17 | Buffalo, Stati Uniti      | Vince il torneo UFC 7                           |
| Vittoria  | 3–0-1  | Remco Pardoel    | Sottomissione                    | UFC 7: The Brawl in Buffalo     | 8 settembre 1995 | 1     | 12:27 | Buffalo, Stati Uniti      | Torneo UFC 7, Semifinale                        |
| Vittoria  | 2–0-1  | Larry Cureton    | Sottomissione (heel hook)        | UFC 7: The Brawl in Buffalo     | 8 settembre 1995 | 1     | 3:23  | Buffalo, Stati Uniti      | Torneo UFC 7, Quarti di finale                  |
| Vittoria  | 1–0-1  | Francisco        | Sottomissione (rear naked choke) | Ruas Vale Tudo                  | 1º luglio 1992   | 1     | 0:26  | Manaus, Brasile           |                                                 |
| Parità    | 0–0-1  | Fernando Pinduka | Parità                           | Jiu-Jitsu vs Martial Arts       | 30 novembre 1984 | 1     | 20:00 | Rio de Janeiro, Brasile   |                                                 |